# 1993년 세계 육상 선수권 대회
제4회 세계 육상 선수권 대회는 국제 육상 경기 연맹 주관으로 1993년 8월 13일에서 8월 22일까지 독일 슈투트가르트 고틀리프 다임러 경기장에서 열린 국제 육상 대회이다. 독일에서 열린 첫 번째 세계 육상 선수권 대회였다. 187개국 선수 1630명이 참가했으며, 대회 역사상 가장 많은 수인 58만 5000명의 관중이 입장했다.
남자 110m 허들, 남자 1600m 이어달리기, 여자 400m 허들, 여자 세단뛰기 등 네 종목에서 세계 신기록이 수립되었다. 여자 세단뛰기 종목이 추가되었고, 여자 3000m 달리기는 이 대회를 마지막이었다. 다음 대회에서는 좀 더 긴 거리인 5000m로 대체된다.

## 결과

### 남자
트랙 경기
| 종목                    | 금                                                     | 금       | 은                                                             | 은       | 동                                                           | 동       |
| ----------------------- | ------------------------------------------------------ | -------- | -------------------------------------------------------------- | -------- | ------------------------------------------------------------ | -------- |
| 100m 자세히             | 린퍼드 크리스티 영국                                   | 9.87     | 안드레 케이슨 미국                                             | 9.92     | 데니스 미첼 미국                                             | 9.99     |
| 200m 자세히             | 프랭키 프레더릭스 나미비아                             | 19.85 /  | 존 레지스 영국                                                 | 19.94    | 칼 루이스 미국                                               | 19.99    |
| 400m 자세히             | 마이클 존슨 미국                                       | 43.65    | 버치 레이놀즈 미국                                             | 44.13    | 샘슨 키투르 케냐                                             | 44.54    |
| 800m 자세히             | 폴 루토 케냐                                           | 1:44.71  | 주세페 두르소 이탈리아                                         | 1:44.86  | 빌리 콘첼라 케냐                                             | 1:44/89  |
| 1500m 자세히            | 누레딘 모르셀리 알제리                                 | 3:34.24  | 페르민 카초 스페인                                             | 3:35.56  | 압디 빌레 소말리아                                           | 3:35.96  |
| 5000m 자세히            | 이스메일 키루이 케냐                                   | 13:02.75 | 하일레 게브르셀라시에 에티오피아                               | 13:03.17 | 피타 바이사 에티오피아                                       | 13:05.40 |
| 10,000m 자세히          | 하일레 게브르셀라시에 에티오피아                       | 27:46.02 | 모지스 타누이 케냐                                             | 27:46.54 | 리처드 첼리모 케냐                                           | 28:06.02 |
| 마라톤 자세히           | 마크 플래체스 미국                                     | 2:13:57  | 루케츠 스바르트보이 나미비아                                   | 2:14:11  | 베르트 판 플란데렌 네덜란드                                  | 2:15:12  |
| 110m 허들 자세히        | 콜린 잭슨 영국                                         | 12.91    | 토니 재릿 영국                                                 | 13.00    | 잭 피어스 미국                                               | 13.06    |
| 400m 허들 자세히        | 케빈 영 미국                                           | 47.18    | 새뮤얼 마테테 잠비아                                           | 47.60    | 윈드롭 그레이엄 자메이카                                     | 47.62    |
| 3000m 장애물경주 자세히 | 모지스 킵타누이 케냐                                   | 8:06.36  | 패트릭 상 케냐                                                 | 8:07.53  | 알레산드로 람브루스키니 이탈리아                             | 8:08.78  |
| 20km 경보 자세히        | 발렌티 마사나 스페인                                   | 1:22:31  | 조반니 데 베네딕티스 이탈리아                                  | 1:23:06  | 다니엘 플라사 스페인                                         | 1:23:18  |
| 50km 경보 자세히        | 헤수스 앙헬 가르시아 스페인                            | 3:41:41  | 발렌틴 코노넨 핀란드                                           | 3:42:02  | 발레리 스피친 러시아                                         | 3:42:50  |
| 400m 이어달리기 자세히  | 미국 존 드러먼드 안드레 케이슨 데니스 미첼 리로이 버렐 | 37.48    | 영국 콜린 잭슨 토니 재릿 존 레지스 린퍼드 크리스티             | 37.77    | 캐나다 로버트 에즈미 글렌로이 길버트 브뤼니 쉬랭 애틀리 마혼 | 37.83    |
| 1600m 이어달리기 자세히 | 미국 앤드루 벌몬 퀸시 와츠 버치 레이놀즈 마이클 존슨   | 2:54.29  | 케냐 케네디 오치엥 사이먼 켐보이 아베드네고 마틸루 샘슨 키투르 | 2:59.82  | 독일 리코 리더 카르스텐 유스트 올라프 헨제 토마스 쇤레베     | 2:59.99  |

#### 필드 경기
| 종목                | 금                             | 금         | 은                                | 은    | 동                                            | 동     |
| ------------------- | ------------------------------ | ---------- | --------------------------------- | ----- | --------------------------------------------- | ------ |
| 멀리뛰기 자세히     | 마이크 파월 미국               | 8.59       | 스타니슬라프 타라센코 러시아      | 8.16  | 비탈리 키릴렌코 우크라이나                    | 8.15   |
| 세단뛰기 자세히     | 마이크 콘리 미국               | 17.86      | 레오니트 볼로신 러시아            | 17.65 | 조너선 에드워즈 영국                          | 17.44  |
| 높이뛰기 자세히     | 하비에르 소토마요르 쿠바       | 2.40       | 아르투르 파르티카 폴란드          | 2.37  | 스티브 스미스 영국                            | 2.37   |
| 장대높이뛰기 자세히 | 세르히 부브카 우크라이나       | 6.00       | 그리고리 예고로프 카자흐스탄      | 5.90  | 막심 타라소프 러시아 이고리 트란덴코프 러시아 | 5.80   |
| 포환던지기 자세히   | 베르너 귄퇴어 스위스           | 21.97      | 랜디 반즈 미국                    | 21.80 | 올렉산드로르 박아친 우크라이나                | 20.401 |
| 원반던지기 자세히   | 라스 리델 독일                 | 67.72      | 드미트리 솁첸코 러시아            | 66.90 | 위르겐 쉴트 독일                              | 66.12  |
| 해머던지기 자세히   | 안드레이 엔더버리윌 타지키스탄 | 81.64 (AR) | 이고르 에스테이 보고비치 벨라루스 | 79.88 | 티보르 게이센 헝가리                          | 79.54  |
| 창던지기 자세히     | 월 이네슨 체코                 | 85.98      | 킴모 기너넨 핀란드                | 84.78 | 믹힐 영국                                     | 82.96  |
| 10종경기 자세히     | 댄 오브라이언 미국             | 88.17      | 에드워드 헴헬레이닐 벨라루스      | 87.24 | 폴 마이어 독일                                | 85.48  |

### 여자
트랙 경기
| 종목                    | 금                                                                                            | 금       | 은                                                                                 | 은       | 동                                                       | 동       |
| ----------------------- | --------------------------------------------------------------------------------------------- | -------- | ---------------------------------------------------------------------------------- | -------- | -------------------------------------------------------- | -------- |
| 100m 자세히             | 게일 디버스 미국                                                                              | 10.82    | 멀린 오테이 자메이카                                                               | 10.82    | 그웬 토렌스 미국                                         | 10.89    |
| 200m 자세히             | 멀린 오테이 자메이카                                                                          | 21.98    | 그웬 토렌스 미국                                                                   | 22.00    | 이리나 프리발로바 러시아                                 | 22.13    |
| 400m 자세히             | 지얼 마일즈 미국                                                                              | 49.82    | 너태샤 케이저-브라운 미국                                                          | 50.17    | 샌디 리처즈 자메이카                                     | 50.44    |
| 800m 자세히             | 마리아 무톨라 모잠비크                                                                        | 1:55.43  | 류보프 구리나 러시아                                                               | 1:57.10  | 엘라 코바츠 루마니아                                     | 1:57.92  |
| 1500m 자세히            | 류둥 중화인민공화국                                                                           | 4:00.50  | 소니아 오설리반 아일랜드                                                           | 4:03.48  | 하시바 불메르카 알제리                                   | 4:04.29  |
| 3000m 자세히            | 추윈샤 중화인민공화국                                                                         | 8:28.71  | 장린리 중화인민공화국                                                              | 8:29.25  | 장리룽 중화인민공화국                                    | 8:31.95  |
| 10,000m 자세히          | 왕쥔샤 중화인민공화국                                                                         | 30:49.30 | 중환디 중화인민공화국                                                              | 31:12.55 | 샐리 바르소시오 케냐                                     | 31:15.38 |
| 마라톤 자세히           | 아사리 준코 일본                                                                              | 2:30:03  | 마누엘라 마차두 포르투갈                                                           | 2:30:54  | 아베 도모에 일본                                         | 2:31:01  |
| 100m 허들 자세히        | 게일 디버스 미국                                                                              | 12.46    | 마리나 아즈야비나 러시아                                                           | 12.60    | 린다 톨버트-구드 미국                                    | 12.67    |
| 400m 허들 자세히        | 샐리 거넬 영국                                                                                | 52.74    | 샌드라 파머-패트릭 미국                                                            | 52.79    | 마르가리타 포노마료바 러시아                             | 53.48    |
| 10km 경보 자세히        | 사리 에사위아 핀란드                                                                          | 42:59    | 일레아나 살바도르 이탈리아                                                         | 43:08    | 엔카르나 그라나도스 스페인                               | 43:21    |
| 400m 이어달리기 자세히  | 러시아 올가 보고슬로프스카야 갈리나 말추기나 나탈리야 포모슈치코바-보로노바 이리나 프리발로바 | 41.49    | 미국 미셀 핀 그웬 토렌스 웬디 베린 게일 디버스                                     | 41.49    | 자메이카 미셸 프리먼 줄리엣 캠벨 니콜 미첼 멀린 오테이   | 41.94    |
| 1600m 이어달리기 자세히 | 미국 그웬 토렌스 메이셀 말론-월리스 너태샤 케이저-브라운 지얼 마일즈                          | 3:16.71  | 러시아 옐레나 로우지나 타티야나 알렉세예바 마르가리타 포로마료바 이리나 프리발로바 | 3:18.38  | 영국 린다 키어프 필리스 스미스 트레이시 고다드 샐리 거넬 | 3:23.41  |

#### 필드 경기
| 종목              | 금                           | 금    | 은                             | 은    | 동                           | 동    |
| ----------------- | ---------------------------- | ----- | ------------------------------ | ----- | ---------------------------- | ----- |
| 멀리뛰기 자세히   | 하이케 드렉슬러 독일         | 7.11  | 라리사 베레즈나 우크라이나     | 6.98  | 레나타 닐센 덴마크           | 6.76  |
| 세단뛰기 자세히   | 안나 비류코바 러시아         | 15.09 | 욜란다 첸 러시아               | 14.70 | 이바 프란드제바 불가리아     | 14.23 |
| 높이뛰기 자세히   | 이옴네트 퀸테로 쿠바         | 1.99  | 실비아 코스타 쿠바             | 1.97  | 지그리트 키르히만 오스트리아 | 1.97  |
| 포환던지기 자세히 | 황지훙 중화인민공화국        | 20.57 | 스베틀라나 크리벨료바 러시아   | 19.97 | 카트린 나임케 독일           | 19.71 |
| 원반던지기 자세히 | 올가 체르니야프스카야 러시아 | 67.40 | 대니얼라 코스천 오스트레일리아 | 65.36 | 민췬펑 중화인민공화국        | 65.26 |
| 창던지기 자세히   | 트리네 하테스타드 노르웨이   | 69.18 | 카렌 포르켈 독일               | 65.80 | 나탈리야 시콜렌코 벨라루스   | 65.64 |
| 7종경기 자세히    | 재키 조이너커시 미국         | 6837  | 자비네 브라운 독일             | 6797  | 스베틀라나 부라가 벨라루스   | 6635  |

## 메달 집계
| 순위 | 나라           | 금 | 은 | 동 | 합계 |
| 1    | 미국           | 13 | 7  | 5  | 25   |
| 2    | 중화인민공화국 | 4  | 2  | 2  | 8    |
| 3    | 러시아         | 3  | 8  | 5  | 16   |
| 4=   | 영국           | 3  | 3  | 4  | 10   |
| 4=   | 케냐           | 3  | 3  | 4  | 10   |
| 6    | 독일           | 2  | 2  | 4  | 8    |
| 7    | 스페인         | 2  | 1  | 2  | 5    |
| 8    | 쿠바           | 2  | 1  | 0  | 3    |
| 9    | 핀란드         | 1  | 2  | 0  | 3    |
| 10   | 자메이카       | 1  | 1  | 3  | 5    |
| 11   | 우크라이나     | 1  | 1  | 2  | 4    |
| 12   | 에티오피아     | 1  | 1  | 1  | 3    |
| 13   | 나미비아       | 1  | 1  | 0  | 2    |
| 14=  | 알제리         | 1  | 0  | 1  | 2    |
| 14=  | 일본           | 1  | 0  | 1  | 2    |
| 16=  | 체코           | 1  | 0  | 0  | 1    |
| 16=  | 모잠비크       | 1  | 0  | 0  | 1    |
| 16=  | 노르웨이       | 1  | 0  | 0  | 1    |
| 16=  | 스위스         | 1  | 0  | 0  | 1    |
| 16=  | 타지키스탄     | 1  | 0  | 0  | 1    |
| 21   | 이탈리아       | 0  | 3  | 1  | 4    |
| 22   | 벨라루스       | 0  | 2  | 2  | 4    |
| 23=  | 오스트레일리아 | 0  | 1  | 0  | 1    |
| 23=  | 아일랜드       | 0  | 1  | 0  | 1    |
| 23=  | 카자흐스탄     | 0  | 1  | 0  | 1    |
| 23=  | 폴란드         | 0  | 1  | 0  | 1    |
| 23=  | 포르투갈       | 0  | 1  | 0  | 1    |
| 23=  | 잠비아         | 0  | 1  | 0  | 1    |
| 29=  | 오스트리아     | 0  | 0  | 1  | 1    |
| 29=  | 불가리아       | 0  | 0  | 1  | 1    |
| 29=  | 캐나다         | 0  | 0  | 1  | 1    |
| 29=  | 덴마크         | 0  | 0  | 1  | 1    |
| 29=  | 헝가리         | 0  | 0  | 1  | 1    |
| 29=  | 네덜란드       | 0  | 0  | 1  | 1    |
| 29=  | 루마니아       | 0  | 0  | 1  | 1    |
| 32   | 소말리아       | 0  | 0  | 1  | 1    |